# Войлок

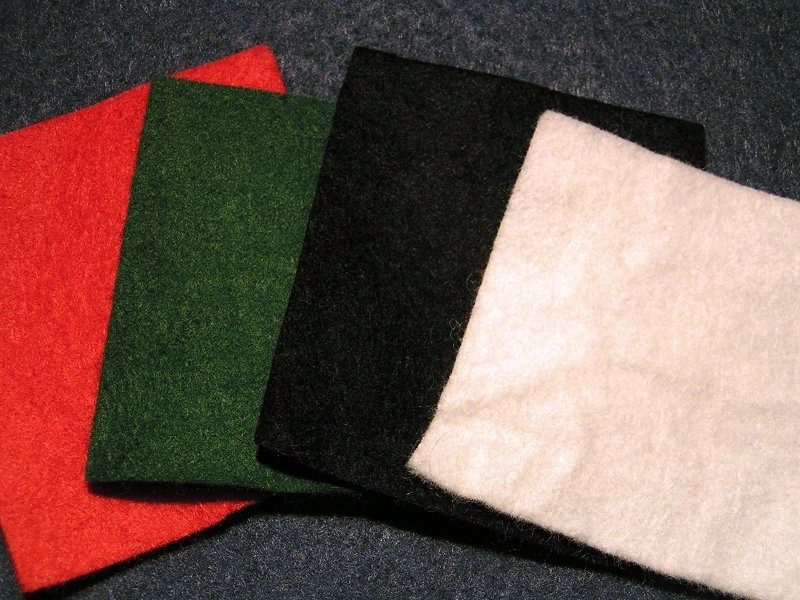
Цветной войлок

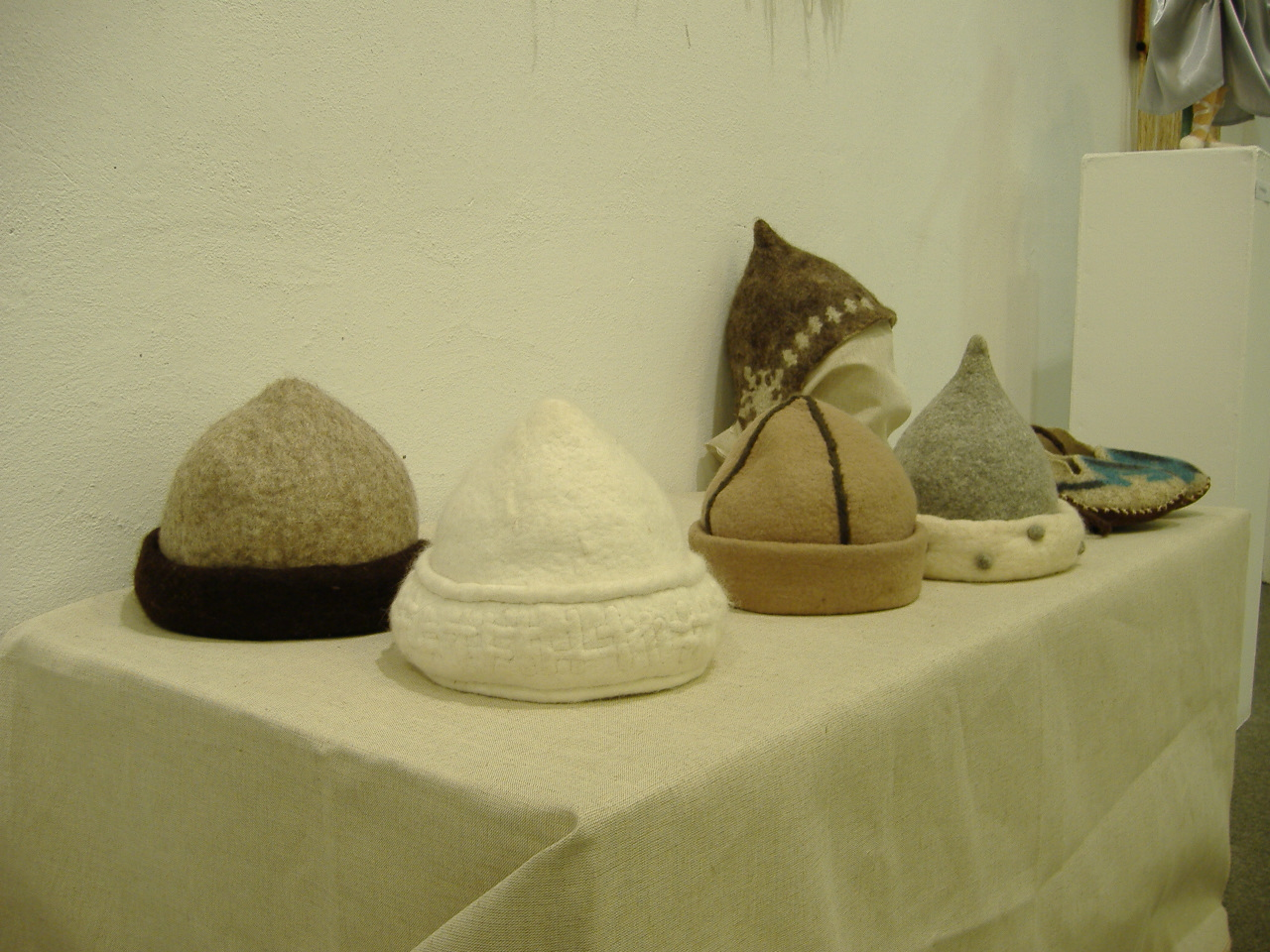
Головные уборы из войлока

Во́йлок (от тюрк. ojlyk — «покрывало») — плотный нетканый текстильный материал из валяной шерсти, который обладает уникально низкой теплопроводностью и достаточно хорошо пропускает воздух. 
Войлок изготавливается обычно в виде полотнищ, которые имеют различную толщину, в зависимости от назначения. Сорта войлока, изготавливаемые из тонкого пуха кроликов или коз, известны под названием фетр (от фр. feutre) — тонкий войлок.

## История
Единственный природный материал, из которого может быть изготовлен войлок, — шерсть. Лучше всего подходит овечья. Шерстяные волокна имеют верхний чешуйчатый слой — кутикулу, благодаря ему волокна могут сцепляться друг с другом под воздействием горячей воды и пара. На этом основан принцип войлоковаляния.
В России, так же как и в других странах, войлок производится с древнейших времён. Самые ранние из сохранившихся образцов войлока и предметов из него происходят из Пазырыкских курганов (Алтай) и датируются V — III вв. до н. э.
В Европе во времена Античности войлок сбивали, валяли и прокатывали с помощью вальцов, изготовленных из дерева.

На Кавказе также были распространены войлочные изделия, в 1888 г. Казбек Г. Н. отмечал:
Бурки и войлоки выделываются повсеместно; лучшими считаются чеченские.

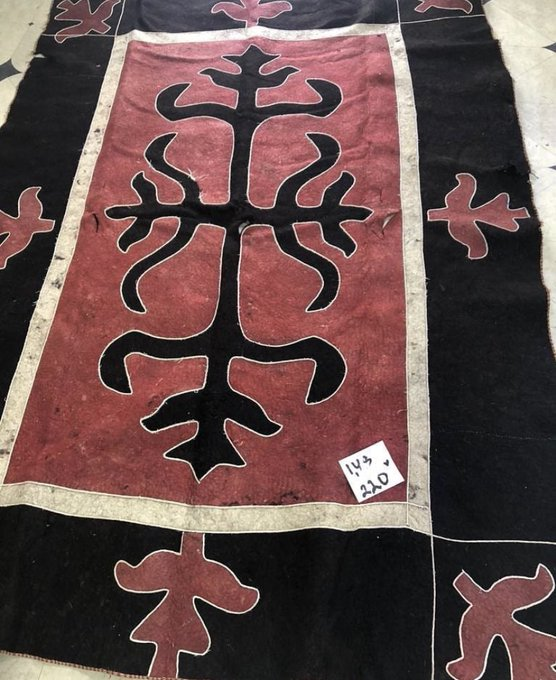
Чеченский войлочный ковёр «истанг»

Лучшим материалом для производства фетра в России считалась шерсть зайца-русака. На фетровые шляпы, производство которых особенно было развито в XIX веке, использовались куски материала самого высокого качества. Форма шляпе придавалась на деревянной болванке, на которой фетр обрабатывался паром и выбивался. Из фетра, подвергнутого специальной обработке, производится велюр.
Из войлока делают бурки, валенки, фетровые шляпы, сырмаки, ширдаки, киргизские колпаки, а также покрытия для юрт, потники под сёдла. В технике фетр используется для прокладок и в качестве фильтрующего материала.
Также войлок применяют при создании деталей для музыкальных инструментов, так, из него делают молоточки, подкладочные диски, демпферы, войлочные ленты и прокладки в фортепиано, пианино и роялях.
Применение войлока в оружии — материал для пыжей в охотничьих патронах (пулевые, дробовые и картечные) для гладкоствольного оружия, пыж обеспечивает обтюрацию пороховых газов, также предотвращает высыпание пороха из патрона.